# Дисна (река)
Дисна́ (Дисенка; бел. Дзісна, лит. Dysna) — левый приток Западной Двины. Вытекает из озера Диснай, которое расположено на территории Игналинского района Литвы, основная часть течения проходит по территории Витебской области Беларуси. Длина реки — 178 км, площадь водосборного бассейна — 8180 км², среднегодовой расход воды в устье — 52,4 м³/с, средний уклон — 0,2 м/км. Высота истока — 144,5 м над уровнем моря.

## География и гидрография
Начинается в Литве недалеко от границы с Беларусью. Река вытекает из юго-восточной оконечности озера Диснай, вскоре после истока протекает озеро Дисникштис. По территории Литвы течёт на юго-восток, после пересечения границы с Беларусью поворачивает на восток, а в нижнем течении — на северо-восток. Участок реки образует государственную границу Литвы и Беларуси.
Протекает по территории Браславского (в том числе по границе с Литвой), Поставского, Шарковщинского и Миорского районов по Дисенской низине — западной части Полоцкой низменности. Река замерзает во второй декаде декабря, ледоход в первой декаде марта.
Долина трапециевидная, шириной 400—600 м, местами до 1,5 км. Пойма в верховье чередуется по берегам (ширина 200—400 м), на остальном протяжении двусторонняя, шириной в среднем течении 80-100 м, в нижнем до 500 м. Русло извилистое, в течение 7,7 км канализировано; ширина его 20-30 м, в среднем течении до 60 м, в низовьях до 100 м. Берега в верховьях низкие, частично заболоченные, на остальном протяжении крутые, высотой 2-7 м, в местах выхода грунтовых вод заболоченные.
Основные притоки — Бирвета, Голбица, Берёзовка, Мнюта, Аута (справа); Равкета, Дрисвята, Янка, Мацица, Бережа, Ельнянка (слева).
Долина реки плотно заселена, Дисна протекает большое число сёл и деревень. Крупнейшие населённые пункты на реке — посёлок городского типа Шарковщина, агрогородки Козяны и Германовичи. Река впадает в Западную Двину возле одноимённого города.

## Происхождение названия
Согласно К. Мошинскому, название Дисна, так же как и Десна, происходит от славянского *desьna «правая» либо от славянского *dьsьna (*disьna) «светлая, блестящая, белая» (ср. индоевропейский корень *dei-, *di- «блестеть, сиять, сверкать»).
Согласно А. Ванагасу, название Дисна имеет балтское происхождение. Он выделяет в названии корень, связанный с лит. dysti «увеличиваться, расти», к которому присоединен суффикс -sna, широко распространенный среди балтских гидронимов. А. Ванагас также указывает на возможную связь гидронима Дисна с названием реки Десна.